# Cephalodromia cognata
Cephalodromia cognata is een vliegensoort uit de familie van de Mythicomyiidae. De wetenschappelijke naam van de soort is voor het eerst geldig gepubliceerd in 1933 door Engel, oorspronkelijk geplaatst in het geslacht Cyrtosia.